# 爆炸磁通量壓縮發生器

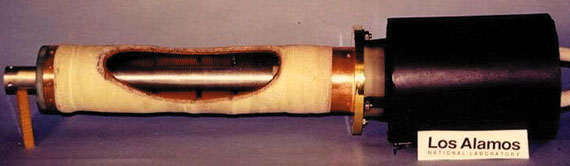
A cutaway view of a flux compression generator. The aluminum tube is detonated at the end extending out and beyond the copper-wire helix. On the other end a transformer enables the generator to work more efficiently into the electrical load.

爆炸磁通量壓縮發生器（EPFCG）是一種通過用高爆炸藥壓縮磁通量產生高能電磁脈衝的裝置。
由於會在操作時因爆炸而物理上被毀壞，一台EPFCG裝置只能產生單一一次脈衝。EPFCG裝置可以被個人輕易地携帶并能產生幾百萬安培和幾十太瓦的脈衝。大多數EPFCG裝置需要一個啓動電流脈衝來進行操作，這通常是由電容組提供。
爆炸磁通量壓縮發生器在物理和材料科學研究中被用於產生超强磁場它也被用於為脈衝功率應用提供極强的電流脈衝。它們被當作一種低價的，副作用小的，傷害範圍比核爆電磁脈衝武器小的，能產生瞬時電磁脈衝的電子戰設備的電源進行研究。
對這類發生器的首次研究由位於前蘇聯薩羅夫的VNIIEF核研究中心在1950年代初進行，而後在美國則由洛斯阿拉莫斯國家實驗室開展實驗。

## 歷史
1950年代初，對十分短而强的電脈衝的需求在進行核聚變研究的蘇聯科學家們之中變得越來越明顯。在電容器中儲存能量的馬克思發生器，在當時是唯一一種能夠產生如此大功率的脈衝的裝置。為獲得達到要求的功率所需的電容器的昂貴花費促進了對更加經濟的設備的研究。第一個利用炸藥的磁場發生器,根據沙卡洛夫的構想被設計來擔任這個角色。